# Kristian Göransson
John Erik Kristian Göransson, född 1 februari 1973 i Heliga Trefaldighets församling i Kristianstad, är en svensk klassisk arkeolog och museiman. 
Göransson disputerade 2007 för filosofie doktorsexamen vid Lunds universitet och är universitetslektor i antikens kultur och samhällsliv vid Göteborgs universitet. Under åren 2007–2013 var han intendent på Medelhavsmuseet och 2013–2019 direktör för Svenska institutet i Rom. Hans forskning har framför allt rört antikens greker i Libyen och på Sicilien, antikens ekonomi och maritim handel med fokus på amforor.